# Sylvie Pétiaux

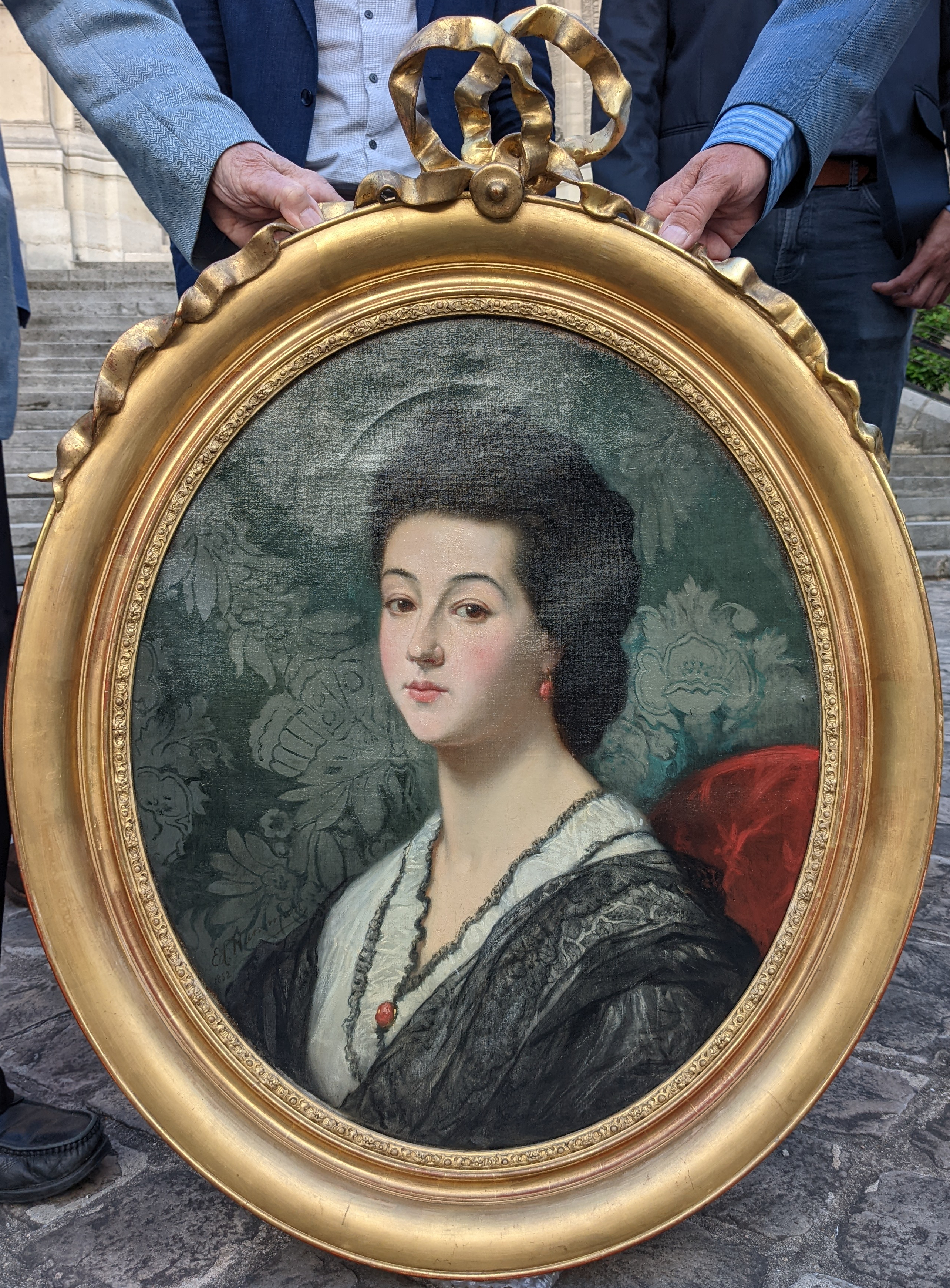
Sylvie Pétiaux, Gemälde von 1862

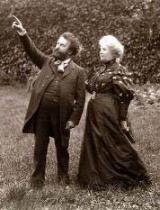
Camille und Sylvie Flammarion

Sylvie Pétiaux, geborene Pétiaux-Hugo, verheiratete Mathieu und Flammarion, als Autorin auch Sylvio Hugo (* 28. November 1836 in Valenciennes, Département Nord; † 23. Februar 1919 in Paris, 14. Arrondissement) war eine französische Feministin und Pazifistin. Sie war die Ehefrau des Astronomen Camille Flammarion, mit dem sie bei einem Großteil seiner astronomischen Arbeiten zusammenarbeitete und über den sie eine Biografie verfasste. Sie wurde 1902 mit dem Jules-Janssen-Preis ausgezeichnet.

## Leben
Pétiaux wurde als Tochter von Casimir-Joseph Pétiaux (1807–1883) und Marie-Stéphanie Hugo (1811–1892) geboren. Sie behauptete, mit Victor Hugo verwandt zu sein, aber das scheint eine Erfindung zu sein. Ihre Schwester war Zélie-Rosalie Pétiaux (1838–1873), eine Opernsängerin und Ehefrau des Grafen Michail Illarionowitsch Mussin-Puschkin (1836–1915), und ihre Nichte war Olga Illarionowa Mussin-Puschkin (1865–1947), eine Geigerin an den russischen kaiserlichen Theatern und Maître einer martinistischen Loge in Russland. Mit den Martinisten wird auch ihr zweiter Mann Camille Flammarion über Gérard Encausse in Verbindung gebracht.
Sie heiratete Esprit Mathieu (1810–1873) am 31. Dezember 1859 in Paris. Im Jahr 1874 heiratete sie den Astronomen Camille Flammarion, mit dem sie bereits seit mehreren Jahren eine Affäre hatte. Nach Shaw (1925) war die Hochzeit erst 1878. Er nahm sie in den Flitterwochen in einem Ballon mit.
Pétiaux teilte das Interesse an der Astronomie ihres Mannes. Sie war viele Jahre lang eine treue und eifrige Mitarbeiterin bei seinen Arbeiten. Auf ihre Initiative hin wurde der Prix des Dames für herausragende Verdienste um die Société astronomique de France geschaffen. In Paris veranstaltete Pétiaux den beliebten Salon des étoiles („Sterneausstellung“).
1889 war Pétiaux die Gründerin und aktive Förderin  der L'Association la Paix et le Désarmement par les femmes, einer der ersten Vereinigungen in Paris von Frauen, die sich für Frieden und Abrüstung engagierten. Sie wurde nur von Frauen geleitet und hatte nur Frauen als Rednerinnen. Sie war Rednerin auf dem Weltfriedenskongress 1907 in München.
Unter dem Pseudonym „Sylvio Hugo“ verfasste sie 1891 eine Biografie ihres Mannes, Camille Flammarion, sa vie et son oeuvre: à propos des fêtes de Montigny-le-Roi. Zudem verfasste sie einen Roman.
Pétiaux wurde 1902 mit dem Jules-Janssen-Preis ausgezeichnet, in Anerkennung ihrer astronomischen Arbeiten und ihrer Verdienste um die Société astronomique de France und das Observatorium in Juvisy-sur-Orge.
Pétiaux starb im Alter von 82 Jahren an der Spanischen Grippe. Ihr Grab befindet sich im Park des Observatoire Camille-Flammarion in Juvisy-sur-Orge.